# Не могу остановиться. Откуда берутся навязчивые состояния и как от них избавиться
«Не могу остановиться. Откуда берутся навязчивые состояния и как от них избавиться» (англ. Can’t Just Stop: An Investigation of Compulsions) — научно-популярная книга американской журналистки Шэрон Бегли. Книга была переведена на русский язык и опубликована в издательстве «Альпина нон-фикшн» в 2018 году

## Об авторе
Шерон Линн Бэгли (англ. Sharon Lynn Begley) родилась в 1956 году в Энглвуде, штат Нью-Джерси в семье биржевого маклера и домохозяйки. Образование получила в Йельском университете. Работала колумнистом Wall Stret Journal и Newsweek, старшим корреспондентом отдела здоровья и науки агентства Reuters. Шерон Бэгли обладательница 2 десятков наград за публикацию журналистских и научно-популярных материалов. Она написала четыре книги про особенности поведения, нейропластичность и работу сознания. В 1981 году в возрасте 25 лет она была назначена научным редактором Newsweek. Семья: муж — Эдвард Грот (англ. Edward Groth), дочь Сара и сын Даниэль.
Шерон Бэгли умерла 16 января 2021 года в возрасте 64 лет. В последние годы своей жизни была одним из ведущих авторов по Covid-19. Директор Национального института здоровья, доктор Фрэнсис С. Коллинз, охарактеризовал Шерон Бэгли как человека, которого надолго запомнят за то, что она могла делать даже самые сложные научные истории захватывающими для читателей и понятными для них.

## Содержание
Книга Шэрон Бегли затрагивает несколько важных тем: компульсию, обсессивно-компульсивное расстройство, интернет-зависимость. Шэрон Бегли считает, что люди цепляются за компульсии, как за спасательный круг, потому что навязчивые состояния помогают человеку избавиться от беспокойства в той степени, в которой это необходимо. Свой взгляд на описанные проблемы автор раскрывает через несколько примеров. Она рассказывает, как мозг человека отреагирует, если однажды он получит предложение о работе через сообщение в социальной сети, и в следующий раз, когда телефоны завибрируют, человек автоматически подумает, что его ждет еще одно вознаграждение. Она сосредотачивает внимание на том, каким болезненным может быть обсессивно-компульсивное расстройство для его обладателя, когда человек, понимая иррациональность своего поведения, ничего с этим сделать не может.

## Критика
The New York Times называет книгу динамичной, увлекательной и без упрощений, а автор книги избегает давать читателю советы о том, как улучшить свою жизнь.